# District de Kongtong
Le district de Kongtong (崆峒区 ; pinyin : Kōngtóng Qū) est une subdivision administrative de la province du Gansu en Chine. Il est placé sous la juridiction de la ville-préfecture de Pingliang.